# Sarcoptidae
Sarcoptidae é uma família de ácaros, que inclui entre outros o género Sarcoptes, causador da escabiose sarcóptica.